# امپاندرالاوا
امپاندرالاوا (به لاتین: Ampondralava) یک منطقهٔ مسکونی در ماداگاسکار است که در دیانا (ماداگاسکار) واقع شده‌است.

## خصوصیات
امپاندرالاوا ۶٬۳۸۱ نفر جمعیت دارد و ۲۰ متر بالاتر از سطح دریا واقع شده‌است.